# Peter Piel
Peter Piel (* 12. August 1835 in Kessenich bei Bonn; † 21. August 1904 in Boppard) war ein deutscher Komponist, Musiktheoretiker und Pädagoge.

## Leben und Wirken
Peter Piel wurde als Sohn eines Kleinbauern geboren und verlebte seine Kindheit ab dem Jahr 1837 im nahegelegenen Köln.
Seinen ersten Unterricht im Klavier-, Violin- und Orgelspiel erhielt Piel an der Vorbereitungsschule des Lehrerseminars in Kempen, wo er von 1854 bis 1856 studierte.
Sein Lehrer Albert Michael Jepkens wurde bald auf das herausragende Talent Piels aufmerksam und delegierte Teile des Musikunterrichts an ihn. Nach Jepkens’ Tod setzte Piel die Edition von dessen Sammlung „Kirchliche Gesänge für den mehrstimmigen Männerchor“ fort, die er in der Folge bedeutend erweiterte.
Im Jahr 1868 wurde Piel an das neugegründete Königliche Schullehrerseminar nach Boppard berufen, wo er 1878 zum Ersten Seminarlehrer und 1887 zum königlichen Musikdirektor ernannt wurde, in welcher Funktion er hier bis zu seinem Tod wirkte.
Piels bedeutendstes Werk stellt seine 1889 erschienene „Harmonielehre“ dar, die bis 1923 in zwölf weiteren Auflagen herausgegeben wurde; sie, wie auch viele seiner Orgelstücke, entstanden aus seiner praktischen Erfahrung im Unterricht mit seinen Seminarstudenten.
Piel war ein engagiertes Mitglied des Cäcilienvereines, außerdem auch des Choralvereines Michael Hermesdorffs. Zusammen mit Hermesdorff, Heinrich Oberhoffer, Stephan Lück, Heinrich Böckeler und  Peter Wagner zählt er zu den bedeutenden Reformatoren der Kirchenmusik im Rheinland.
Piel blieb zeitlebens unverheiratet. Durch regelmäßige Reisen in das benachbarte Ausland bildete er sich fort. Die von ihm im Bopparder Seminar geleiteten musikalischen Aufführungen, insbesondere auch auf dem Gebiet des gregorianischen Chorals, galten unter den cäcilianischen Kirchenmusikern seiner Zeit als beispielhaft.
Sein in 114 mit Opuszahlen versehenen Werken, darunter 41  Messen, und anderer Gebrauchsmusik für einfache kirchenmusikalische Verhältnisse dokumentierter Kompositionsstil ist den Idealen des Cäcilianismus verpflichtet und fand im 19. Jahrhundert weitgehende Beachtung; seine zahlreichen Werke sind jedoch heute allerdings fast vollkommen in Vergessenheit geraten.

## Werke

### Kompositionen
I. Vokalwerke:
- 41 Messen
- ca. 200 liturgische Gesänge in lateinischer & deutscher Sprache
- Litaneien
- Kantaten
- Magnificat
- Te Deum
- Marianische Antiphonen
- Requiem
- Offertorien
- Lamentationen
- Vespern
- Ave Maria
- Hymnen

II. Orgelwerke:
- Orgeltrios
- ca. 250 Einzelstücke u. Begleitsätze
- Orgelbücher für die Gesangbücher der Diözesen Köln & Trier, Die meisten Sätze im Orgelbuch zum „Gelobt sei Jesus Christus“ (1908) und „Lobt den Herrn“ (1931) der Erzdiözese Bamberg und im „Ave Maria“ der Diözese Würzburg

III: Klavierwerke & Kammermusik:
- Sonatinen
- Märsche
- Suiten & Sonaten für Klavier und Violine

(Werkverzeichnis bei Paul Mies, P. P., in: Rheinische Musiker, hrsg. v. K. G. Fellerer, Köln 1960 S. 200–204)

### Schriften
- Über den Gesang. Einiges aus der Gesanglehre und der Gesangmethode, Düsseldorf 1873
- Lehrgang für den Gesangsunterricht in der Volksschule nach der in der Seminar-Übungsschule zu Boppard befolgten Methode, Düsseldorf 1901
- Harmonie-Lehre. Unter besonderer Berücksichtigung der Anforderungen für das kirchliche Orgelspiel zunächst für Lehrerseminare, Düsseldorf 1889
- Vorwort zu Paul Schmetz, Die Harmonisierung des gregorianischen Choralgesanges. Ein Handbuch zur Erlernung der Choralbegleitung, Düsseldorf 1885
- Rezensionen: Im „Cäcilien-Vereins-Catalog“, Regensburg 1870 ff.
- Lumen cordium. Katholisches Gebet- u. Gesangbuch insbesondere zum Gebrauche an höheren Lehranstalten, hrsg. v. H. J. Liessem u. P. Piel, Köln 1898
- Orgelbuch zu den liturgischen Gesängen des Laudes divinae, Paderborn 1882
- Handbüchlein des Choralgesanges. Enthält liturg. Gesänge zur hl. Messe und für die Karwoche nebst einigen Gesängen versch. Inhalts, Paderborn 1882
- Liber marianus seu cantiones in honorem B. M. V., ad quatuor voces adaptatae ab auctoribus diversis, Leipzig 1888.